# Alexandra Lapierre
Pour les articles homonymes, voir Lapierre.
Alexandra Lapierre, née le 14 novembre 1955, est une écrivaine française, autrice de romans, de nouvelles et de biographies. Elle a reçu de nombreux prix littéraires.

## Carrière
Fille de l'écrivain et philanthrope français Dominique Lapierre, née en 1955, Alexandra Lapierre, après des études de lettres à la Sorbonne, part comme boursière aux États-Unis. Elle étudie à l'American Film Institute, puis à l’University of Southern California à Los Angeles. Elle y réalise des courts métrages sur le XIXe siècle qui sont primés dans les festivals de films américains et reçoit une seconde bourse d’études de l’« Association des Femmes Universitaires Américaines » qui lui permet d’achever son « Master of Fine Arts » en 1981. Elle revient vivre à Paris. Son premier roman, La Lionne du boulevard est publié par les éditions Robert Laffont, et lui vaut, le 16 mars 1984, un passage dans la célèbre émission littéraire de la télévision française, Apostrophes, animée par Bernard Pivot.
Ses différents ouvrages s'appuient sur des faits réels et redonnent vie à des personnages oubliés par l’Histoire. Alexandra Lapierre est même l’une des seules romancières françaises à suivre ses héros « sur le terrain », s’imprégnant des bruits, des couleurs, des odeurs qui jalonnent leurs aventures. Tous ses livres sont le fruit d’un long travail d’enquête, de recherches bibliographiques et des fouilles dans les archives du monde entier. Ainsi comptent parmi ses sujets l’épouse américaine de l’écrivain Robert Louis Stevenson, Fanny Stevenson, qui fut chercheuse d’or dans le Nevada, peintre à Barbizon et planteuse aux Îles Samoa, ou Artemisia Gentileschi, la première femme peintre qui gagna sa vie à la force de son pinceau. .
Tout l'honneur des hommes, publié à la fin de l’année 2008, raconte la vie de Djemmal-Eddin Chamil, un jeune cavalier du Caucase, fils d'un chef de guerre musulman, Chamil, pris en otage par le tsar Nicolas Ier, au XIXe siècle, pour être élevé à la cour de Russie. Le livre retrace la tragédie de ce personnage, déchiré entre deux cultures et deux fidélités, qui va tenter de changer le cours de l’Histoire et d’imposer la paix entre ses deux patries. Le récit s'appuie sur un travail préalable de documentation, dans les bibliothèques de Moscou et de Saint-Pétersbourg, et jusque dans les lieux les plus reculés où le héros a vécu. Le livre reçoit le prix des romancières en 2009.
L'Excessive, consacré au destin d'Elizabeth Chudleigh, est paru en mai 2010. La vie de cette aventurière, aimant le pouvoir et les hommes, traverse des périodes fastes et des humiliations. Issue de la petite noblesse, elle devient la protégée du roi d'Angleterre. Mais elle est condamnée pour bigamie, à la suite de la redécouverte par son entourage d'un premier mariage dans sa jeunesse, et doit fuir l'Angleterre. Elle gagne la Russie. Elle y devient l'amie de l'impératrice de Russie, Catherine II et connaît une idylle avec un faux prince. Elle meurt à Paris en 1788.
Je te vois reine des quatre parties du monde est consacré au parcours de Doňa Isabel Barreto, première et seule femme amirale de l'Armada espagnole. Au temps des Conquistadors, Isabel Barreto découvrit les Îles Marquises, et traversa les mers du Sud dans des conditions difficiles. Ce titre reçoit le prix Historia du roman historique 2013.
Moura, La mémoire incendiée, paraît aux éditions Flammarion en mars 2016. Le livre brosse le portrait d'une femme qui aima la vie à la folie et survécut, contre vents et marées, aux tragédies du XXe siècle, Moura Budberg. Fruit d'une longue enquête en Russie, aux États-Unis et dans toute l'Europe, Moura raconte le destin de cette grande aristocrate qui deviendra la passion d'un agent secret britannique durant la Première guerre mondiale, la muse de Maxime Gorki pendant la révolution russe, et la dernière compagne de l'écrivain anglais H.G. Wells, l'auteur de la Guerre des Mondes. Ce livre remporte en 2016 le Grand prix de l'Héroïne Madame Figaro,,, ainsi qu'un des prix Simone-Veil.
Avec toute ma colère sort deux ans plus tard, en mars 2018 : l'histoire de Maud et Nancy Cunard, une mère et sa fille qui se livrèrent à un duel à mort dans la première partie du XXe siècle. Séductrices, audacieuses et libres, elles poussèrent ce conflit mère-fille jusqu'à son paroxysme.
Belle Greene, paru chez Flammarion en janvier 2021, raconte l’exceptionnel destin de la plus grande collectionneuse de manuscrits et de livres anciens de la belle époque, la première directrice de la fabuleuse bibliothèque du magnat J.P. Morgan, en 1900 à New York. Née sans le sou, Belle Greene deviendra la coqueluche de l’aristocratie internationale, et la femme la mieux payée des États-Unis. Elle cache toutefois un secret qui l’empêche de se marier et l’oblige à mentir sur tout : son nom, son âge, son lieu de naissance. Car, contrairement aux apparences, Belle est d’origine afro-américaine et la fille du plus grand activiste noir de sa génération. Si quiconque, dans cette Amérique violemment raciste de la ségrégation et de la discrimination venait à le découvrir, elle perdrait tout. Le roman est multiprimé en France et en Italie.
Le plus récent roman d’Alexandra Lapierre, L’ardente et très secrète Miles Franklin parait aux éditions Flammarion fin janvier 2025, au terme d’une longue enquête dans les Antipodes. Il raconte le destin ardemment, passionnément libre d’une formidable romancière venue du fin fond du bush australien en 1900 : une jeune fille dont le talent, l’audace, les amours tourmentés et le sens de la solidarité féminine font d’elle l’incarnation d’une femme moderne. Une écrivaine qui, de Sydney à Chicago, en passant par Salonique et Londres, a connu tous les heures et malheurs de la créatrice, non sans se révéler d’une générosité sans égal, tant dans la vie que dans son écriture. Son nom est associé aujourd’hui au plus grand prix littéraire d’Australie, un prix que Miles Franklin a fondé en se privant de tout, pour permettre aux écrivains des générations futurs de travailler dans la paix, sans les soucis financiers qu’elle-même avait connus. Recevoir le Miles Franklin Literary Award, est le gage, pour un auteur ou une autrice du monde entier, de la très haute tenue littéraire de son œuvre. L’ardente et très secrète Miles Franklin paraîtra en Australie, en Grande Bretagne et aux États-Unis en 2026. Cet ouvrage a été élu Sélection de printemps du Prix Renaudot 2025 et a reçu Le Prix Maurice Druon du Roman Historique en juin de la même année.

## Œuvres
- La Lionne du boulevard, Robert Laffont, 1984
- Un homme fatal, Robert Laffont, 1987
- L'Absent, Robert Laffont, 1991
- Fanny Stevenson, Robert Laffont, 1993[3]
- Artemisia, Robert Laffont, 1998[11]
- Le Salon des petites vertus, Robert Laffont, 2000[12]
- Le Voleur d'éternité, la vie aventureuse de William Petty, Robert Laffont, 2004
- Elles ont conquis le monde. Les grandes aventurières, 1850-1950, en collaboration avec Christel Mouchard, Arthaud 2007,  (ISBN 2-7003-9671-5)
- Tout l'honneur des hommes, Plon, 2008[5]
- L'Excessive, Plon, 2010[1]
- Les menottes et le radiateur, Plon, 2011
- Artemisia Gentileschi : « Ce qu'une femme sait faire ! », Gallimard, Hors série, 2012
- Je te vois reine des quatre parties du monde, Flammarion, 2013
- 13 à Table, recueil de nouvelles publié au profit des Restaurants du cœur par les Éditions Pocket 2015-2025 
  - Nulle, nullissime en cuisine ! nouvelle dans 13 à table ! 2015, Pocket, 2014. (ISBN 978-2-266-25405-2)
  - Fils unique, nouvelle dans 13 à table ! 2016. Pocket, 2015. (ISBN 978-2-266-26373-3)
  - Tu mens, ma fille ! nouvelle dans 13 à table ! 2017. Pocket, 2016. (ISBN 978-2-266-27126-4)
  - Pyrolyse, nouvelle dans 13 à table ! 2018. Pocket, 2017. (ISBN 978-2-266-27952-9)
  - Bulles amères, nouvelle dans 13 à table ! 2019. Pocket, 2018.  (ISBN 978-2-266-28641-1)
  - Le voyage de ma vie, nouvelle dans 13 à table ! 2020. Pocket, 2019.  (ISBN 978-2-266-30550-1)
  - Le correspondant autrichien, nouvelle dans 13 à table ! 2021. Pocket, 2020.  (ISBN 978-2-823-88092-2)
  - L'Abat-Jour cramoisi du Vieux Sémaphore, nouvelle dans 13 à table ! 2022. Pocket no 18272, novembre 2021[13].  (ISBN 978-2-266-31648-4)
  - Ma planète à moi, nouvelle dans 13 à table ! 2023. Pocket no 18566, novembre 2022. (ISBN 978-2-266-32330-7)
  - Les escarpins, un conte de Noël, nouvelle dans 13 à table ! 2024. Pocket, novembre 2023. (ISBN 978-2-266-33859-2)
  - Eh bien, nagez maintenant ! nouvelle dans 13 à table ! 2025. Pocket, novembre 2024. (ISBN 978-2-266-34491-3)
- Moura. La mémoire incendiée, Flammarion, 2016[9]
- Avec toute ma colère, Flammarion 2018.
- Belle Greene, Flammarion 2021.
- L'Ardente et très secrète Miles Franklin, Flammarion 2025

## Traductions
- La Lionne du boulevard : publié en France, en Italie, en Espagne et en Chine.
- Un homme fatal : publié en Allemagne et en Espagne.
- L'Absent : publié en France, en Espagne et en Pologne.
- Fanny Stevenson : publié en France, aux États-Unis, en Grande-Bretagne, en Allemagne, en Italie, en Pologne et en Espagne.
- Artemisia : publié en France, aux États-Unis, en Grande-Bretagne, en Chine, en Corée, en Italie, en Espagne et en Hollande.
- Le Salon des petites vertus : publié en France, en Italie et en Espagne.
- Le Voleur d'éternité, la vie aventure de William Petty : publié en France, en Italie, en Espagne et au Portugal.
- Elles ont conquis le monde. Les grandes aventurières, 1850-1950 : publié en France, en Allemagne, en Espagne, aux États-Unis et en Grande-Bretagne.
- Tout l'honneur des hommes : publié en France, aux États-Unis, en Espagne, en Pologne et en Grèce.
- L'Excessive : traduit en anglais et publié en France chez Plon, en Italie, et en Espagne.
- Je te vois reine des quatre parties du monde : publié en France chez Flammarion, en Espagne, en Italie, au Pérou et au Mexique.
- Moura : publié en France chez Flammarion en mars 2016, en Estonie et aux États-Unis chez Atria Books en mars 2020 et en Italie en 2023.
- Belle Greene : publié en France chez Flammarion en janvier 2021, en Italie aux "Edizioni e/o" en octobre 2021, aux États-Unis chez "Europa Editions " en juin 2022, en Grande Bretagne, en Grèce et en Hongrie, en République Tchèque.
- L'Indomabile et misteriosissima Miles Franklin,  Edizioni E/O, 2025

## Adaptations
- L'Absent : adapté par TF1, mini-série diffusée en première partie de soirée

## Récompenses et distinctions

### Récompenses
- 1984 : prix du Premier Roman de la Fondation Paribas pour La Lionne du boulevard.
- 1994 : grand prix des lectrices de Elle pour Fanny Stevenson[6].
- 1999 : prix XVIIe siècle, décerné par la Sorbonne et les Universités de France pour Artemisia.
- 2000 : « Book of the Week » décerné par la BBC (Londres) pour Artemisia.
- 2001 : « Premio Fiore di Roccia » (Italie) pour Le Salon des petites vertus.
- 2009 : Prix des romancières pour Tout l'honneur des hommes.
- 2009 : prix Vivre Plus pour Tout l'honneur des hommes.
- 2013 : prix de la Mer pour Je te vois reine des quatre parties du monde.
- 2013 : prix Historia du roman historique pour Je te vois reine des quatre parties du monde.
- 2013 : prix Marine & Océans pour Je te vois reine des quatre parties du monde.
- 2016 : prix du Salon des femmes de lettres pour Moura. La mémoire incendiée.
- 2016 : Grand prix de l'héroïne Madame Figaro pour Moura. La mémoire incendiée.
- 2016 : prix Simone-Veil - prix spécial de la mairie du 8e pour Moura, la mémoire incendiée
- 2021 : Prix Roland de Jouvenel de l'Académie française pour Belle Greene
- 2021 : Coup de cœur de l'Académie Goncourt de l'été, pour Belle Greene
- 2021 : Prix coup de cœur des Rendez-vous de l'Histoire pour Belle Greene
- 2021 : Prix Historia du meilleur roman Historique pour Belle Greene
- 2022 : Prix Giovanni Comisso (Italie) de la meilleure biographie pour Belle Greene
- 2025 : Prix Maurice Druon du Roman Historique pour L’ardente et très secrète Miles Franklin.

### Distinctions
- 1981 : prix Jack Nicholson pour l'écriture et la réalisation du Collectionneur d'antiquités.
- 1982 : Honorary Award of the Association of American University Women.
- 2001 : Donna per la Cultura de la ville de Rome.
- 2005 : Chevalier dans l'Ordre des Arts et des Lettres.